# Рюрикове Городище
58°29′39″ пн. ш. 31°17′53″ сх. д. / 58.494241° пн. ш. 31.29792° сх. д.
Рюрикове Городище, або Новгородське городище — давньослов'янське язичницьке городище 9-10 століть. Розташоване на території теперішнього міста Великий Новгород біля витоку річки Волхов з озера Ільмень. Площа — 6—7 га, частина змита водою. З 1136 року — постійна резиденція новгородських князів.

## Назва
Рюрикове городище — пізня назва, що виникла на початку XIX століття під впливом літописної легенди про Рюрика. Спочатку називалося просто «Городище».
В. Л. Янин писав: «Городище, яке так іменувалося і в XII столітті, що свідчить про велику давнину цього пункту, проте ніколи не називалося Рюриковим; це додавання до своєї назви, яке стало плодом вчених ремінісценцій дилетантів, воно отримало лише в краєзнавчій літературі XIX—XX століть». Стародавні шари на Городищі немають прямих генетичних зв'язків із ранніми новгородськими старожитностями.

## Історія
Знаходиться на першій височині-острові, яка утворена роздвоєнням річки на рукави. Укріплення городища датуються кінцем ІХ ст. Під час археологічних розкопок знайдено князівські печатки, три скарби диргемів, візантійські та західноєвропейські монети, залізні гривни з молоточками бога Тора, дві бронзові підвіски з рунами, срібна фігурка валькірії.
У Х столітті основна його частина через регрес озера Ільмень перестала функціонувати.
Від Рюрикового Городища легко добратись Волховом до Ладоґи.

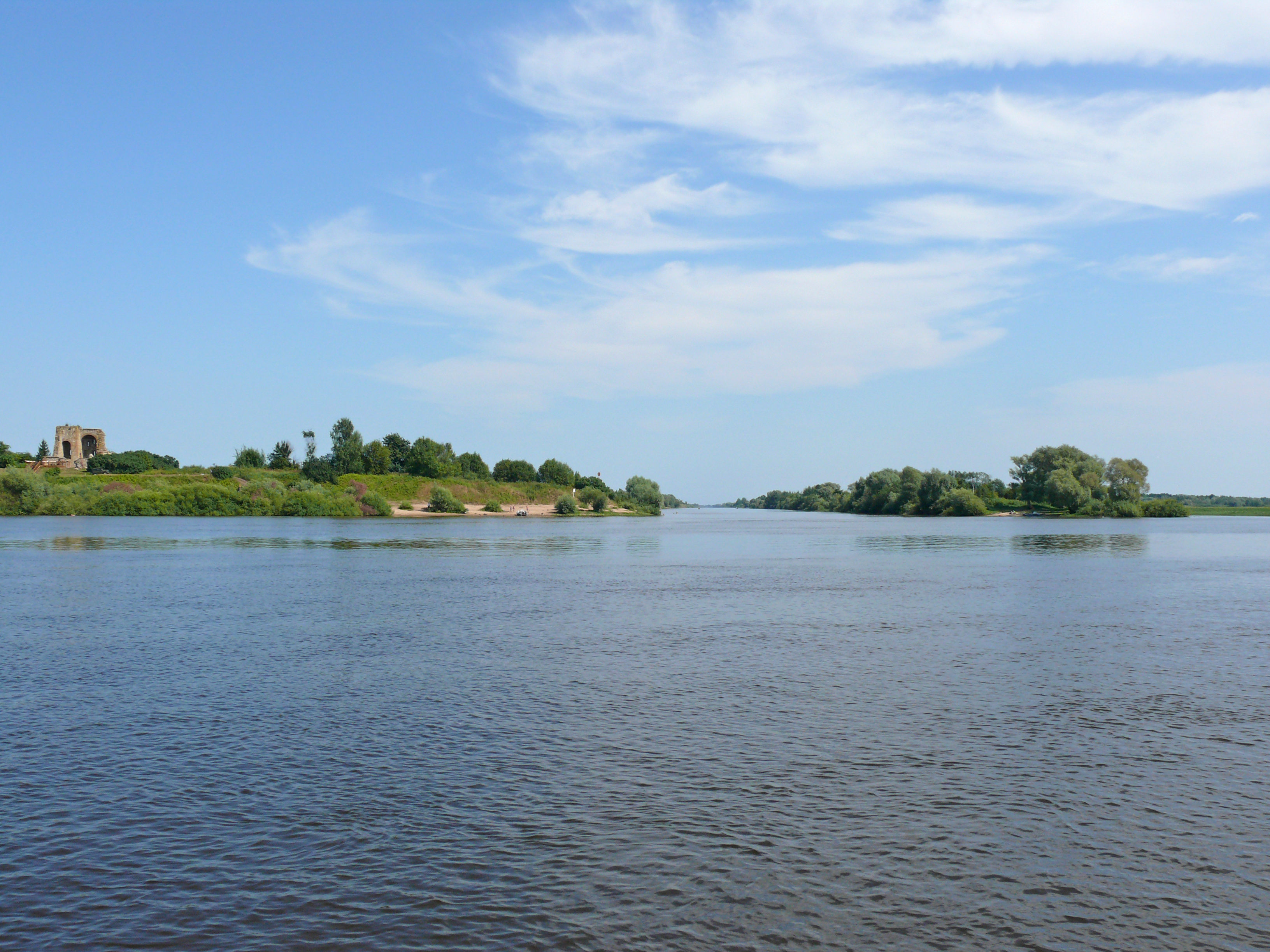
Рюрикове Городище
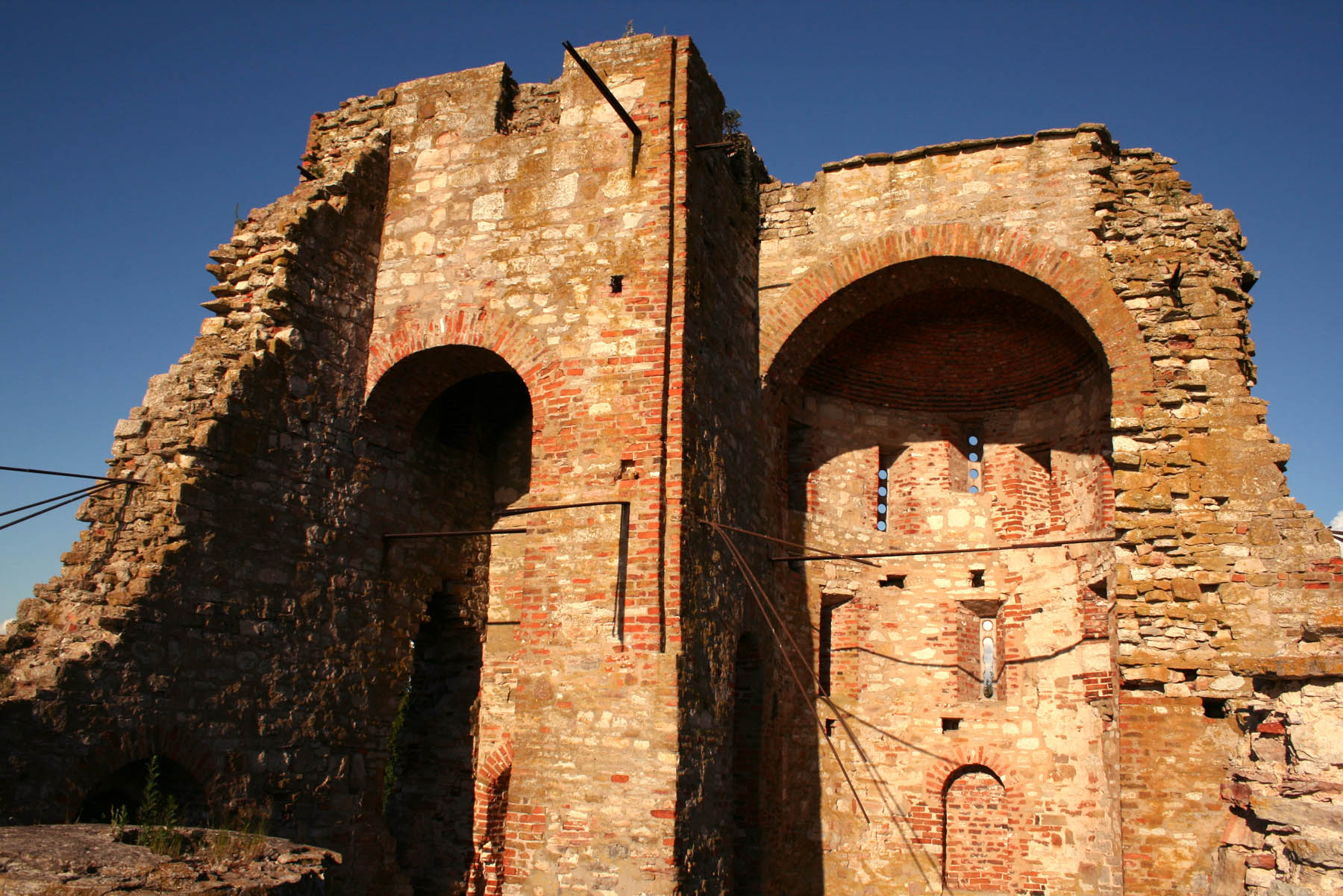
Руїни церкви